# Herbert di Losinga
Herbert di Losinga (Exmes, ... – Norwich, 22 luglio 1119) è stato il primo vescovo di Norwich. Fondò la cattedrale di Norwich nel 1096 quando era vescovo di Thetford.

## Biografia
Herbert di Losinga nacque a Exmes, vicino ad Argentan, in Normandia, figlio di Robert de Losinga (morto nel giugno 1098).
Losinga fu educato in Normandia e prese i voti nell'Abbazia di Fécamp, di cui divenne anche priore. Mentre prestava servizio in questo ufficio fu invitato in Inghilterra dal re, Guglielmo II d'Inghilterra, che lo nominò abate dell'Abbazia di Ramsey.
Losinga fu consacrato vescovo di Thetford nel 1090 o 1091. Ricevette la nomina dopo aver pagato al re una somma di 1.900 sterline, come parte di un accordo grazie al quale il padre di Herbert fu nominato abate di New Minster, Winchester. Nel 1094 si recò a Roma per chiedere perdono a papa Urbano per questo atto di simonia. Al suo ritorno trasferì la sede da Thetford a Norwich, in conformità con il decreto del sinodo di Lanfranco del 1075, secondo cui i vescovi avrebbero dovuto avere la loro sede nella città principale della diocesi.
Oltre alla cattedrale di Norwich, Losinga fu responsabile della fondazione della chiesa di Santa Margherita a King's Lynn, la chiesa di San Nicola a Great Yarmouth e la Scuola di Norwich.
Losinga visitò Roma per la seconda volta nel 1116, per rappresentare il re in una disputa tra il monarca e Anselmo, l'arcivescovo di Canterbury. Potrebbe essere stato durante il viaggio di ritorno che si ammalò gravemente a Placentia (l'attuale Piacenza); altre fonti suggeriscono che fu colpito da una malattia durante un possibile terzo viaggio a Roma, che non completò, fermandosi invece a Placentia ad aspettare i suoi compagni ambasciatori prima di tornare in Inghilterra con loro.
Una delle sue ultime apparizioni pubbliche fu al funerale della regina Matilda il primo maggio 1118. Morì il 22 luglio 1119 e fu sepolto davanti all'altare maggiore della cattedrale di Norwich.
Dei suoi scritti sono sopravvissuti quattordici sermoni e 57 lettere.